# Petro Pachniuk
Petro Wołodymyrowycz Pachniuk (ukr. Петро́ Володи́мирович Пахню́к; ur. 26 listopada 1991 r. w Kijowie) – ukraiński gimnastyk, srebrny medalista mistrzostw Europy, dwukrotny brązowy medalista igrzysk europejskich, trzykrotny srebrny medalista uniwersjady, uczestnik igrzysk europejskich w Rio de Janeiro.
W latach 2014–2016 reprezentował Azerbejdżan.

## Igrzyska olimpijskie
Na igrzyskach olimpijskich w 2016 roku w Rio de Janeiro reprezentował Azerbejdżan. Wystąpił w sześciu konkurencjach, lecz nie awansował do żadnego z finałów. Najbliżej tego celu był w wieloboju, zajmując 34. miejsce.
| Igrzyska | Miasto         | Konkurencja                 | Kwalifikacje | Kwalifikacje | Finał | Finał   |
| Igrzyska | Miasto         | Konkurencja                 | Wynik        | Pozycja      | Wynik | Pozycja |
| -------- | -------------- | --------------------------- | ------------ | ------------ | ----- | ------- |
| IO 2016  | Rio de Janeiro | Wielobój indywidualny       | 84,215       | 34.          | NQ    | NQ      |
| IO 2016  | Rio de Janeiro | Ćwiczenia wolne             | 14,133       | 41.          | NQ    | NQ      |
| IO 2016  | Rio de Janeiro | Ćwiczenia na koniu z łękami | 14,233       | 35.          | NQ    | NQ      |
| IO 2016  | Rio de Janeiro | Ćwiczenia na kółkach        | 13,600       | 59.          | NQ    | NQ      |
| IO 2016  | Rio de Janeiro | Ćwiczenia na poręczach      | 14,166       | 51.          | NQ    | NQ      |
| IO 2016  | Rio de Janeiro | Ćwiczenia na drążku         | 13,783       | 50.          | NQ    | NQ      |